# Mallota aenigma
Mallota aenigma är en tvåvingeart som beskrevs av Mario Bezzi 1912. Mallota aenigma ingår i släktet hålblomflugor, och familjen blomflugor.
Artens utbredningsområde är Zimbabwe. Inga underarter finns listade i Catalogue of Life.